# Hinundayan
Hinundayan è una municipalità di quinta classe delle Filippine, situata nella provincia di Leyte Meridionale, nella regione di Visayas Orientale.
Hinundayan è formata da 17 barangay:
- Amaga
- Ambao
- An-an
- Baculod
- Biasong
- Bugho
- Cabulisan
- Cat-iwing
- District I (Pob.)
- District II (Pob.)
- District III (Pob.)
- Hubasan
- Lungsodaan
- Navalita
- Plaridel
- Sabang
- Sagbok